# 潘阜
潘阜（はん ふ / パン・ブ（朝鮮語: 반부））は、中国元の文官であり、朝鮮氏族の巨済潘氏の始祖である。
中国南宋の理宗時代に文科に首席で及第、翰林学士となり、吏部尚書を務めたが、高麗忠烈王に降嫁された荘穆王后の師父として高麗に入国、政堂文学を歴任した。また、金方慶に従い、元寇にも参戦した。
その後、官職は侍中、岐城府院君にまで達し、65歳になると官職を辞職、巨済に定住し、余生を終えた。